# 江戸川学園取手小学校
江戸川学園取手小学校（えどがわがくえんとりでしょうがっこう）は、茨城県取手市に所在し、小中高一貫教育を提供する私立小学校。設置者は学校法人江戸川学園。江戸川学園取手中学校・高等学校は約1km離れた西一丁目37番1号に所在する。

## 概要
江戸川学園取手中学校・高等学校とともに小中高一貫教育を展開する小学校として、2014年（平成26年）、茨城県取手市に開校。1クラス30名の3クラス編成である。
「生徒の夢は学校の目標」を目標に、将来の国際社会に貢献できる有為な人材を育成している。リーダーシップ教育を推進するために、道徳教育、英語教育、国語教育、そしてICT教育に力を入れている。3年生以上では90分の総合学習がある。
教科担任制を実施している。土曜日は隔週である（中高と同じである）。放課後は、有料の講座や教室を開き、楽しく充実感のあるアフタースクールを提供している。
通学時間・居住地域による制限はない。
原則として、卒業者全員が江戸川学園取手中学校・高等学校へ内部進学する。

## 特色ある教育

### 道徳教育
スティーブン・R・コヴィー著の『7つの習慣』のプログラムを導入した取り入れた道徳授業を行う。

### 英語教育
英語を「第二の母語」と定義して、小1から学習する。6年までに全員英検3級の合格を目標とする。

### 国語教育
読書指導に力を入れる。独自の「朝の読書タイム」を設けるとともに、国語の時間割の中に「読書指導」の時間を設ける。年間読書100冊を目標にする。漢字指導にも徹底する。

## 中・高との連携
すでに運動会（体育祭）、紫峰祭（小中高同じ呼称の文化祭）などの行事で交流している。
運動会・体育祭
小学校の運動会で、吹奏楽部の演奏で入場行進をしたり、校歌や運動会の歌を歌ったりしている。また、チアリーダー部の演技披露もある。
一方、中学・高校の体育祭には、全員参加で応援コールをしたり、応援歌を歌ったりしている。一部の競技に参加することもある。
紫峰祭
中高会場で、たてわりグループ活動として、模擬店で買い物をしたり、催し物に参加したりする。

## 基礎データ
- 私服・制帽・通学カバン・衣類（シャツや運動着、作業着等）・靴がある。
- 給食制（月1万円）

## 行事
一学期（4月～9月）
- 4月 - 対面式、スポーツテスト、春の遠足（異学年交流遠足を予定）
- 5月 - 中・高体育祭、運動会、田植え
- 6月 - プール学習
- 7月 - オープンスクール、七夕集会、EDOTORIサマースクール
- 8月 - 親子英語学習（ブリティッシュヒルズ）
- 9月 - 稲刈り

二学期（10～3月）
- 10月 - 紫峰祭（小中高合同）、校外学習、読書週間
- 11月 - スポーツ大会、創立記念日、校外学習
- 12月 - 音楽発表会
- 1月 - 芸術鑑賞会、なわとび発表会
- 2月 - 校外学習、チャレンジランニング（マラソン）
- 3月

## 交通アクセス
取手駅、守谷駅からそれぞれスクールバスがある。また、学校説明会等でもスクールバスが運行する。
- JR常磐線・関東鉄道常総線取手駅 取手駅西口 路線バス戸頭駅行 江戸川学園取手小学校前 下車
- 関東鉄道常総線戸頭駅 路線バス取手駅西口行 江戸川学園取手小学校前下車
- 関東鉄道常総線新取手駅下車 徒歩約20分